# Chèvre des montagnes Rocheuses
Oreamnos americanus
Genre
Espèce
Synonymes
- Ovis montanus Ord, 1815
- Rupicapra americanus Blainville, 1816
- Oreamnos dorsatus Rafinesque, 1817

Statut de conservation UICN

 LC  : Préoccupation mineure
Répartition géographique
La chèvre des montagnes Rocheuses (Oreamnos americanus) est un mammifère de la famille des Bovidés, et de la sous-famille des Caprinés (Caprinae) qui habite les montagnes nord-américaines. Contrairement à la majorité des ongulés endémiques aux zones non montagneuses s'appuyant sur la course pour distancer et fuir ses prédateurs, la chèvre de montagne dépend de la présence de falaises et de pentes abruptes où elle grimpe pour se mettre à l'abri.
Malgré son nom commun équivoque, elle n'appartient pas au genre Capra dont font partie les chèvres domestiques. Certaines classifications la considèrent d'ailleurs plus près du bœuf musqué que de la chèvre domestique.

## Description
La chèvre des montagnes possède une robe blanche, une barbe, une courte queue et de fines cornes noires.
Les mâles se distinguent visuellement des femelles par la courbure plus prononcée et le plus grand diamètre de la base des cornes. 
- Longueur totale : 140 - 180 cm
- Hauteur au garrot : 90 - 110 cm
- Masse : Les mâles adultes pèsent entre 90 et 115 kg alors que les femelles adultes se situent entre 60 et 75 kg[3].
- Durée de vie: En milieu naturel, les chèvres de montagne vivent généralement de 12 à 15 ans, mais elles peuvent atteindre 20 ans en captivité.

### Mue et croissance des poils
Le pelage de la chèvre de montagne est constitué d'une couche de poils de bourre à l'apparence laineuse et d'une couche de poils de garde la protégeant des intempéries. La croissance des poils a lieu de la fin de l'été jusqu'en novembre. Chez les mâles, la mue a lieu de la mi-juin à la mi-juillet, alors qu'elle survient environ 1 mois plus tard chez les femelles et les juvéniles (de la mi-juillet à la mi-août). Probablement en raison de compromis énergétiques entre la lactation et la croissance de nouveaux poils, les femelles qui allaitent sont celles qui terminent leur mue le plus tardivement.

## Reproduction
Une femelle donne naissance à un, rarement deux, chevreau en juin et le défend avec le plus grand soin.

## Répartition
L'ancêtre de la chèvre de montagne est probablement arrivé en Amérique du Nord au Pléistocène via le détroit de Bering. La colonisation des montagnes lui aurait ensuite permis de développer des adaptations spécialisées pour ce type d'environnement. La chèvre de montagne occupe les habitats alpins et subalpins de l'ouest de l'Amérique du Nord. On la retrouve principalement au niveau des montagnes Rocheuses ainsi que le long de la chaîne Côtière en Colombie Britannique et au sud de l'Alaska. Quelques populations indigènes existent également dans l'état de Washington, au Montana, en Idaho, en Alberta, au Yukon et dans les Territoires du Nord-Ouest. Entre 1940 et 1970, des populations de chèvres de montagne auraient été introduites en dehors de leur aire de répartition historique, notamment au Colorado, en Oregon, au Nevada, au Dakota du Sud, en Utah et au Wyoming. En comptant à la fois les populations indigènes et introduites, l'abondance de cette espèce en Amérique du Nord est estimée entre 75 000 et 110 000 individus.

## Chasse
La chèvre de montagne est l’un des ongulés les moins étudiés en Amérique du Nord. En raison d’un manque de connaissances écologiques à son égard, cette espèce a d’abord été considérée, à tort, comme ayant une dynamique de population similaire à d’autres ongulés tels le mouflon d’Amérique (Ovis canadensis) ou le cerf de Virginie (Odocoileus virginianus). Les quotas de chasse inadaptés qui en ont résulté ont entrainé l’extirpation des populations de chèvres de montagne d’une partie de leur aire de distribution. La faible productivité reproductive de cette espèce est l'un des facteurs qui la rendent plus vulnérable à la chasse que d'autres ongulés. La difficulté de distinguer les mâles des femelles et la vulnérabilité variable des populations selon l'accessibilité des sites qu'elles occupent compliquent également la mise en place des mesures de gestion.
La chasse est aujourd’hui autorisée au Canada et aux États-Unis, mais son importance est grandement limitée pour les populations indigènes,. Certaines populations introduites semblent cependant plus résilientes au prélèvement et sont davantage exploitées. Sa chair n'étant pas particulièrement bonne à la consommation, elle intéresse surtout les chasseurs de trophées.

## Aspects culturels
Les Amérindiens du Nord-Ouest utilisaient sa toison blanche pour tisser des couvertures d'apparat (paradées pendant les danses rituelles) et confectionner des ornements d'oreilles ; ils utilisaient aussi les cornes comme ornement de tête, comme les cornes de bison l'étaient par les Indiens des Plaines. Les Stoneys habitant la région de Banff, en particulier, recherchaient ces ornements pour leur haute valeur symbolique. En effet, le trophée du waputik, très difficile à obtenir, était symbole de courage (nécessaire pour escalader les montagnes escarpées), de force physique et morale (pour pénétrer l'habitat de l'animal) et d'habileté à la chasse et au tir (la chèvre ne se laisse pas approcher facilement, surtout par un chasseur armé d'un arc).
La chèvre des montagnes a donné son nom au plateau Spatsizi, situé en Colombie-Britannique, en effet le mot « Spatsizi » provient de l'expression « isbā detsīdzi » qui signifie « chèvre rouge » en tahltan, la langue des Amérindiens qui habitent cette région ; l'origine de cette appellation est liée au fait que les chèvres des montagnes rocheuses qui y vivent se roulent dans la poussière rouge (du fait de la présence d'hématite) près du lac Cold Fish.